# 北海道立文学館
北海道立文学館（ほっかいどうりつぶんがくかん、英: Hokkaido Museum of Literature）は、北海道札幌市中央区中島公園にある文学館である。管理運営は公益財団法人北海道文学館が指定管理者としておこなっている。なお、当記事では本館の前身にあたる旧「北海道文学館」（札幌市資料館）、及び運営母体である「公益財団法人北海道文学館」についても触れる。

## 概要
1995年（平成7年）9月22日開館。北海道出身の文学者や北海道にゆかりの深い文学者に関する文学資料を収集、展示している。
展示は大きく常設展と特別展に分かれる。常設展は「北海道文学の歴史」と題して作家の直筆原稿や書簡・初版本など貴重資料約1,800点を展示構成し、北海道の文学の流れをわかりやすく紹介している。また、新たに収蔵された資料は、常設展示室内の「常設展 文学館アーカイブ」コーナーで年4回に分けて展示される。特別展（展覧会）は年4回ほどのペースで開催され、道内ゆかりの文学者を中心にさまざまなテーマを設定して企画展示をおこなっている。また、それらとは別に「ファミリー文学館」と題して、「ネコ！ねこ！猫!! 2」展、「おいしい！ 美味（うま）い!! 文学」展、「人形劇からとび出した人形たち」展など、家族層向けの企画展およびそれにともなうワークショップやイベントを年1回開いている。なお、文学関連資料以外にも小樽市出身で北海道を代表する版画家・大本靖の作品を多数収蔵しており、定期的に作品展を開催している。
管理運営は、公益財団法人北海道文学館がおこなっており、運営経費は館内で催される展覧会やイベント等の入場料収入のほか、北海道庁からの出資金や賛助会員からの会費などでまかなわれている。館長は、北海道文学研究者の木原直彦が初代を務めたあとは、北海道教育委員会OBが四代つづいたが、2014年から2018年まで第6代館長を北海道帯広市出身で芥川賞作家の池澤夏樹が務めた。池澤の退任後は、ロシア文学研究者・詩人で北海道大学名誉教授の工藤正廣が館長を務めている。

## 沿革
※特記のない記述は道立文学館ウェブサイト掲載の「沿革」および『北海道立文学館年報 平成17年度』による。
- 1966年（昭和41年）4月 - 任意団体として「北海道文学館」設立、文学資料の収集を開始。自前の展示施設はなく、デパートや公共施設などを借りて定期的に企画展等を開催[17][18]。
- 1979年（昭和54年）3月 - 任意団体北海道文学館が札幌市資料館からスペースの部分貸与を受け[19]、展示室・閲覧室・収蔵庫および事務室を開設。市資料館の正面玄関に「北海道文学館」の看板が掲出された[17]。「札幌市資料館#かつてあった展示」の項目も参照。
- 1987年（昭和62年）9月 - 道立北海道文学館建設期成会（会長 今井道雄）発足[17][20]、北海道知事および教育長に対して道立文学館の早期建設を要請するとともに、その管理委託組織として任意団体北海道文学館に対し財団法人化を要請。
- 1988年（昭和63年）11月 - 道立文学館開設の動きが本格化し[21]、北海道文学館が財団法人化[22]。
- 1990年（平成2年）8月 - 道立文学館設置検討委員会が設置され、翌年3月に委員会報告書を提出。
- 1991年（平成3年）10月 - 道立文学館基本構想、策定。
- 1992年（平成4年）2月 - 道立文学館の建設予定地を札幌市中央区中島公園内に決定。なお、建設地については、小樽市・恵庭市など札幌市以外も候補地に挙がっていた[21]。また、江別市も招致に動き、市内文京台東町の北海道立図書館近くの用地の無償提供も申し出たが、職員や来館者のアクセスなどの点を重視し、札幌市中心部を軸に調整が進められた。その結果、同市から北海道が無償提供を受けた中央区中島公園内の空地に建設することとなった[23]。
同年、「北海道立近代文学館（仮称）構想設計競技」（コンペ）開催、北海道建築設計監理株式会社が最優秀賞を獲得[24]。11月に基本設計が、翌1993年春には実施設計がまとまる[25]。
- 1993年（平成5年）7月 - 北海道立文学館建設工事、着工[1]。
- 1994年（平成6年）12月 - 道立文学館、竣工[25]。
- 1995年（平成7年）9月22日 - 道立文学館、開館[21]。財団法人北海道文学館が管理・運営を担当。初代館長は木原直彦[11]。
- 2005年（平成17年） - 道立文学館開館10周年記念式。常設展の見直し、リニューアル実施。
- 2014年（平成26年）8月 - 池澤夏樹が第6代館長に就任[26]。文学関係者の館長就任は初代以来[11]。

### 道立文学館 歴代館長
※丸カッコ内は在任期間。
- 初代：木原直彦（1995 - 1996）[27][11]
- 第2代：小杉捷七（1996 - 2003）[28]
- 第3代：毛利正彦（2003 - 2007）[29]
- 第4代：清原登志夫（2007 - 2013）[30]
- 第5代：酒向憲司（2013 - 2014）[31]
- 第6代：池澤夏樹（2014年8月 - 2018年6月）
- 第7代：工藤正廣（2018年7月 - ）

## 主要コレクション
高橋留治文庫
旭川市出身で、北海道拓殖銀行に勤務の傍ら詩作・評論活動を行った高橋留治（たかはし とめじ、1911年 - 1984年）とその遺族が、1981年と1989年に旧北海道文学館に寄贈した文学関連のコレクション3,206点からなる。高橋は青年時代から旭川新聞などに詩や評論を発表し、戦後は勤務先の道内各地や東京で詩書を精力的に収集する傍ら、各地の詩人とも交流を重ねた。中でも宮崎丈二を生涯の師と仰ぎ、『評伝 宮崎丈二無冠の詩人・その芸術と生涯』『「セルパン」と詩人たち』などの著作を残した。寄贈されたコレクションには萩原朔太郎の『月に吠える』、高村光太郎の『道程』、宮沢賢治の『春と修羅』、有島武郎訳の『ホヰットマン詩集』の初版本（『道程』は白布装の異本も所蔵）など稀覯書も多く、その水準の高さで全国の文学関係者にも高い評価を受けている。高橋の寄贈書のうち、詩集および訳詩集（1,995点）は、道立文学館ホームページで検索が可能であり、閲覧室において閲覧することもできる。また、特別展や企画展などで一般公開される機会も多い。また、同文庫の全体像については目録『収蔵資料目録 高橋留治文庫』（北海道立文学館、2000年3月）がある。
久保栄文庫
戦前戦後を通じて劇作家・演出家・小説家として活躍した札幌市出身の作家・久保栄の旧蔵資料を遺族から旧北海道文学館が譲り受けたもので、図書・雑誌・特別資料計1,095点。直筆原稿や遺品のほか、自作の演劇台本、演劇・外国文学・歴史関連の蔵書などを収める。
船山馨文庫
『石狩平野』『お登勢』などの作品で知られる札幌市出身の小説家・船山馨の直筆原稿や遺品、旧蔵書のほか、テレビドラマ化された作品の脚本などを収める。
石森延男文庫
札幌市出身で日本児童文学学会初代会長を務めた児童文学者、また第二次世界大戦前後を通じて国語科教科書の編纂にたずさわった石森延男の旧蔵資料（石森が晩年に旧北海道文学館へ寄贈）。児童読み物、教科書などの著作、講演記録などを収める。
- ほかに有島武郎、森田たま、和田徹三らに関わる資料も充実する[42]。これらの資料も調査・研究等の目的であれば、館内での閲覧が可能（要問い合わせ）[42]。

## 特別展・常設展で取り上げられた主な文学者・芸術家
※五十音順、太字は北海道出身またはゆかりの深い人物
- 赤羽末吉[44]
- 安部公房（旭川市出身）[45]
- 荒巻義雄（小樽市出身）[46][47]
- 有島武郎[3]
- 一原有徳[48]
- 伊藤整（小樽市出身）[49]
- 大本靖（小樽市出身）[7]
- 小津安二郎[50]
- 小山内龍（函館市出身）[51]
- 柿本胤二（岩見沢市出身）[52]
- 掛川源一郎（室蘭市出身）[53]
- 金子みすゞ[54]
- 川上澄生[55]
- 木原直彦（厚真町出身）[56]
- 小檜山博（滝上町出身）[57]
- 斎藤玄（函館市出身）[58]
- 坂本直行（釧路市出身）[48]
- 左川ちか（余市町出身）[59]
- 佐藤泰志（函館市出身）[60]
- 子母澤寛（厚田村出身）[61]
- 砂澤ビッキ（旭川市出身）[62]
- せなけいこ[63]
- 高浜虚子[64]
- 高浜年尾[64]
- 太宰治[65]
- 谷崎潤一郎[66]
- アントン・チェーホフ[67]
- 手島圭三郎（紋別市出身）[68]
- 萩原朔太郎[69]
- 原田康子（釧路市出身）[70]
- 氷室冴子（岩見沢市出身）[56]
- 福永武彦[71][72]
- 降矢なな[56]
- ディック・ブルーナ[73]
- 保阪正康（八雲町出身）[74]
- 細谷源二[58]
- 三浦綾子（旭川市出身）[75]
- 宮沢賢治[76]
- 八木義徳（室蘭市出身）[77]
- トーベ・ヤンソン[78]
- 吉田一穂（古平町出身）[79]
- 吉本隆明[80]
- 渡辺淳一（上砂川町出身）[81]

## イベント
映像作品鑑賞のつどい
1995年の開館以来、文芸作品を中心とした日本映画の上映会を、年4～5回のペースで行っている。
月例朗読会「北の響～名作を声にのせて～」
北海道ゆかりの作品の朗読会を月1回のペースで行っている。

## 利用案内
- 所在地：〒064-0931 北海道札幌市中央区中島公園1-4
- 開館時間：9:30 - 17:00 （展示室入場は16：30まで）
- 休館日：月曜日（ただし、月曜日が祝日等の場合は開館）
  - 年末年始（12月29日 - 1月3日）
  - 11月8日
- 観覧料：一般500円（団体割引400円）、高大生250円（同200円）
  - 中学生以下、65歳以上は無料。
  - 土曜日・こどもの日・文化の日に観覧する高校生およびそれに準ずる者は無料。
  - 団体割引は10名以上で適用。
  - 企画展・特別企画展の料金は別途定める。

## 交通アクセス
- 地下鉄・市電
  - 札幌市営地下鉄南北線「中島公園駅」（出口3番）下車、徒歩6分
  - 札幌市営地下鉄南北線「幌平橋駅」（出口1番）下車、徒歩7分
  - 札幌市電「中島公園通停留場」下車、徒歩10分
- バス
  - 北海道中央バス 西岡平岸線79・羊ヶ丘線89「中島公園入口」下車、徒歩4分
  - JR北海道バス 山鼻線 循環啓55・56・65・66「中島公園入口」下車、徒歩4分

## 公益財団法人北海道文学館
公益財団法人北海道文学館（こうえきざいだんほうじんほっかいどうぶんがくかん）は、北海道立文学館の管理・運営を北海道から委託されている指定管理者である。
1967年に任意団体として「北海道文学館」設立。1979年に初めて札幌市資料館内に常設の展示室を持つ。1988年に財団法人化。
1994年（平成6年）に北海道立文学館が竣工すると翌1995年（平成7年）、開館に備えて北海道教育委員会が同館の管理運営を財団法人北海道文学館に委託した。地方自治法改正にともない指定管理者制度が導入された2006年（平成18年）からは、4年ごとに同館の指定管理者として指定が更新されている。

### 北海道文学館 沿革
※特記のない記述は道立文学館ウェブサイト掲載の「沿革」による。
- 1966年（昭和41年）10月 - 北海道文学展実行委員会主催による「北海道文学展」（10月25日–30日）が札幌丸井今井百貨店で開催され、3,000点にのぼる文学関連資料を展示[86]。来場者が2万人に達する盛り上がりを受けて、文学館の設立気運が高まる[17][87]。
- 1967年（昭和42年）4月22日 - 北海道文学館が任意団体として設立される[88]。初代理事長に更科源蔵が就任。6月27日、『北海道文学館報』第1号を発行、第1面に「北海道文学館設立の趣意」[89]を掲載[90]。事務局は当初、事務局長木原直彦の勤務先に置き[88]、のち1971年ごろに札幌市時計台内に移した。文学関連資料の収集を開始し、「有島武郎文学展」を第一歩として、デパートや公共施設などで定期的に企画展等を開催する[18]。
- 1973年（昭和48年）11月3日 - 札幌市資料館が開館、建物2階の4室を用いて「北方文学資料室」を設置。企画展示を北海道文学館が担当し、北海道初の本格的な文学資料の常設展となる。
- 1979年（昭和54年）3月7日 - 札幌市から札幌市資料館の南側半分の貸与を受け[19][1]、北海道文学館の事務所および展示室・閲覧室・収蔵庫を設置[91]。正式に市資料館玄関に「北海道文学館」の看板を掲出[88][18]、初めて恒常的な展示スペースを持つ。
- 1985年（昭和60年）9月25日 - 『北海道文学大事典』の刊行を目前に理事長の更科源蔵が死去[92]。翌年、第2代理事長に和田謹吾が就任。地域文化功労賞受賞[17]。
- 1987年（昭和62年）9月 - 道立北海道文学館建設期成会（会長 今井道雄）が発足[16][17][20]、北海道知事および教育長に対して道立文学館の早期建設を、北海道文学館に対して財団法人化を要請。
- 1988年（昭和63年）11月1日 - 「財団法人北海道文学館」を設立し[93]、任意団体から財団法人に移行する[1]。基金は北海道および札幌市の出捐と有志の寄付による3千万円[22][93]。前年の建設期成会からの要請を受け、道立文学館の完成後に管理運営を受託できる法人格を得るためである。
- 1994年（平成6年）11月 - 道立文学館建設工事が竣工。理事長の和田謹吾が死去。
- 1995年（平成7年）4月1日 - 道立文学館の管理運営を北海道教育委員会から委託される[16]。正式に資料収蔵庫や事務所を札幌市資料館から道立文学館に移転、開館に向けた準備を開始[要出典]。
- 1995年（平成7年）9月22日 - 前年末の1994年11月に竣工した北海道立文学館が開館。第3代理事長に澤田誠一が就任し、道立文学館の開館記念展開会式、開館記念祝賀会の開会挨拶を担当した[94]。また、道立文学館初代館長は財団法人北海道文学館専務理事の木原直彦が務める[95][11]。
- 2006年（平成18年） - 指定管理者制度の導入にともない、道立文学館の指定管理者（任期4年）となる。以後、現在まで4年ごとに指定が更新されている。
- 2011年（平成23年） - 公益財団法人の認定を受け「公益財団法人北海道文学館」に改称[96]。

### 北海道文学館 歴代理事長
※丸カッコ内は在任期間。
- 初代：更科源蔵（1967 - 1985） ※逝去により退任
- 第2代：和田謹吾（1986 - 1994） ※逝去により退任
- 第3代：澤田誠一（1995 - 2002）
- 第4代：神谷忠孝（2002 - 2014）
- 第5代：工藤正廣（2014 - 2018） ※2018年より道立文学館館長に転出[14]
- 第6代：平原一良（2018- ）